# 吉滿紙業
吉滿紙業股份有限公司，簡稱吉滿紙業股份，以及吉滿紙業（德語：Büttenpapierfabrik Gmund GmbH & Co. KG），於1829年由Johann Nepomuk Haas創立一家紙品公司，1854年，開始由Gregor Fichtner接手管理40個僱員 。
現時由Florin Kohler為主管，也就是由Kohler家族接手管理，現時主要生產及銷售書面膠紙、花紋紙等各種紙類產品，員工數目為100人。
總部位於Mangfallstraße 5 83703 Gmund am Tegernsee，同時為森林管理委員會成員一分子。

## 連結
- Gmund.com （页面存档备份，存于）